# Pityeja plusia
Pityeja plusia là một loài bướm đêm trong họ Geometridae.